# Chaiyaphum
Chaiyaphum (in thailandese ชัยภูมิ) è una città minore della Thailandia. Il territorio comunale occupa una parte del Distretto di Mueang Chaiyaphum, che è capoluogo della Provincia di Chaiyaphum, nel gruppo regionale della Thailandia del Nordest. In città hanno sede il governo provinciale e distrettuale.

## Geografia fisica

### Territorio
Chaiyaphum è in una zona pianeggiante nella parte occidentale dell'Altopiano di Korat, a 185 metri di altitudine, ad est delle ultime propaggini del segmento orientale dei Monti Phetchabun. Si trova circa 340 chilometri a nord-est della capitale Bangkok. È attraversata da due brevi affluenti del fiume Chi, che scorre 15 km a sud-est.

### Clima
La temperatura media mensile massima è di 36°,4 e si ha ad aprile, durante la stagione secca, con picchi di 42°,6, mentre le minima è di 18°,5 e si registra a dicembre e gennaio, nella stagione fresca, con picchi di 6°,8 a dicembre. La media massima mensile delle precipitazioni piovose è di 140,2 mm in maggio, nella stagione delle piogge, con un picco giornaliero di 148,3 mm in agosto. La media minima mensile è di 4,1 mm in dicembre.

## Storia
Sul territorio dove sorge Chaiyaphum vi furono stanziamenti durante il periodo Dvaravati; fu quindi fino al XIII secolo sotto il controllo dell'Impero Khmer. A testimonianza della presenza dei khmer vi sono oggi i ben conservati resti del Prang Ku, un antico tempio in stile khmer situato nella periferia cittadina al cui interno è conservata una statua di Buddha del periodo Dvaravati. Nel periodo successivo vi fu il declino dei khmer e la zona rimase quasi disabitata, ad eccezione di alcuni nyah kur stabilitisi nelle boscose colline circostanti.
La città fu fondata negli ultimi anni del XVII secolo nel preesistente insediamento di Ban Luang da colonizzatori laotiani inviati dal Regno di Lan Xang. Con il frazionamento del regno, Chaiyaphum sviluppò i rapporti con i regni di Vientiane, Ayutthaya e dalla fine del XVIII secolo con il Regno di Rattanakosin (Bangkok). Il più noto dei governatori locali è stato Nai Lae, un inviato dal Regno di Vientiane, allora vassallo del Siam, che morì in battaglia contro le truppe di Vientiane guidate dal ribelle re Anuvong. Il re del Siam Rama III premiò la sua lealtà assegnandogli il titolo postumo Phraya Phakdi Chumpon. È tuttora considerato un eroe in Thailandia, in città è stato eretto un monumento in suo onore e ogni anno viene ricordato con un festival che dura diversi giorni.

## Trasporti e infrastrutture
Il mezzo principale di trasporto per arrivare in città è l'autobus. Tra le principali destinazioni degli autobus che partono dalla locale autostazione vi sono Bangkok, Khon Kaen e Nakhon Ratchasima. La stazione dei treni più vicina si trova a circa 60 km a Huai Rahat, nel Distretto di Bua Yai in Provincia di Nakhon Ratchasima. Gli aeroporti più vicini sono quelli di Khon Kaen, a 150 km, e di Nakhon Ratchasima, a 119 km. I trasporti in città sono affidati ai tuk tuk e ai mototaxi.

## Economia
A causa della scarsa fertilità del terreno, i raccolti sono limitati e l'economia rurale si basa soprattutto su un'agricoltura di sussistenza e sull'emigrazione della manodopera in altre province per le stagioni dei raccolti. Alla fine del XX secolo sono stati varati piani di sviluppo industriale che hanno determinato un consistente aumento delle industrie e dei servizi. Malgrado il progressivo disboscamento delle aree che la circondano, l'economia cittadina e provinciale traggono benefici dalle molte foreste presenti, in particolare quelle di dipterocarpaceae. Chaiyaphum non offre particolari attrazioni per i turisti, e i pochi che arrivano vi transitano per fare escursioni nelle vicine aree montane.